# Parrocchie della Giamaica

Contee della Giamaica

Parrocchie della Giamaica

Le parrocchie della Giamaica sono la suddivisione territoriale di primo livello del Paese e sono pari a 14; sono raggruppate in tre contee, prive di valenza amministrativa e dotate di un rilievo esclusivamente storico.

## Lista
| Localizzazione | Parrocchia      | Capoluogo       | Contea    | Popolazione (2011) | Superficie (km²) |
| -------------- | --------------- | --------------- | --------- | ------------------ | ---------------- |
|                | Clarendon       | May Pen         | Middlesex | 245 103            | 1 196            |
|                | Hanover         | Lucea           | Cornwall  | 69 533             | 450              |
|                | Kingston        | Kingston        | Surrey    | 89 057             | 22               |
|                | Manchester      | Mandeville      | Middlesex | 189 797            | 830              |
|                | Portland        | Port Antonio    | Surrey    | 81 744             | 814              |
|                | Saint Andrew    | Half Way Tree   | Surrey    | 573 369            | 431              |
|                | Saint Ann       | Saint Ann's Bay | Middlesex | 172 362            | 1 213            |
|                | Saint Catherine | Spanish Town    | Middlesex | 516 218            | 1 192            |
|                | Saint Elizabeth | Black River     | Cornwall  | 150 205            | 1 212            |
|                | Saint James     | Montego Bay     | Cornwall  | 183 811            | 595              |
|                | Saint Mary      | Port Maria      | Middlesex | 113 615            | 611              |
|                | Saint Thomas    | Morant Bay      | Surrey    | 93 902             | 743              |
|                | Trelawny        | Falmouth        | Cornwall  | 75 164             | 875              |
|                | Westmoreland    | Savanna-la-Mar  | Cornwall  | 144 103            | 807              |

Le parrocchie di Kingston e Saint Andrew formano insieme la Kingston and St. Andrew Corporation.